# Palazzo Antinori di Brindisi
Palazzo Antinori di Brindisi è un edificio storico del centro di Firenze, situato in via dei Serragli 9 con affaccio anche su via Maffia 2-4, zona Oltrarno. Il palazzo appare nell'elenco redatto nel 1901 dalla Direzione Generale delle Antichità e Belle Arti, quale edificio monumentale da considerare patrimonio artistico nazionale. 

## Storia
L'edificio sorge dove erano alcune antiche case, una delle quali di Tommaso Soderini, acquistata assieme ad altre due già dei Comi e dei Masini tra il 1444 e il 1447 da Antonio di Tommaso Antinori, ad occupare fin dall'origine un lotto di terreno particolarmente esteso e delimitato dalle attuali via de' Serragli e via Maffia. Allo stesso Antonio si deve l'edificazione del palazzo, a costituire in Oltrarno la residenza di un ramo importante della famiglia, che ebbe nel XVIII secolo Giovanni Gaetano Antinori, collezionista di antichità tra i più importanti della città. Dalla metà dell'Ottocento la famiglia ottenne in via ereditaria i titoli e i beni degli Antinori di Brindisi, che fin dal Quattrocento si erano stabiliti nel Regno di Napoli. 

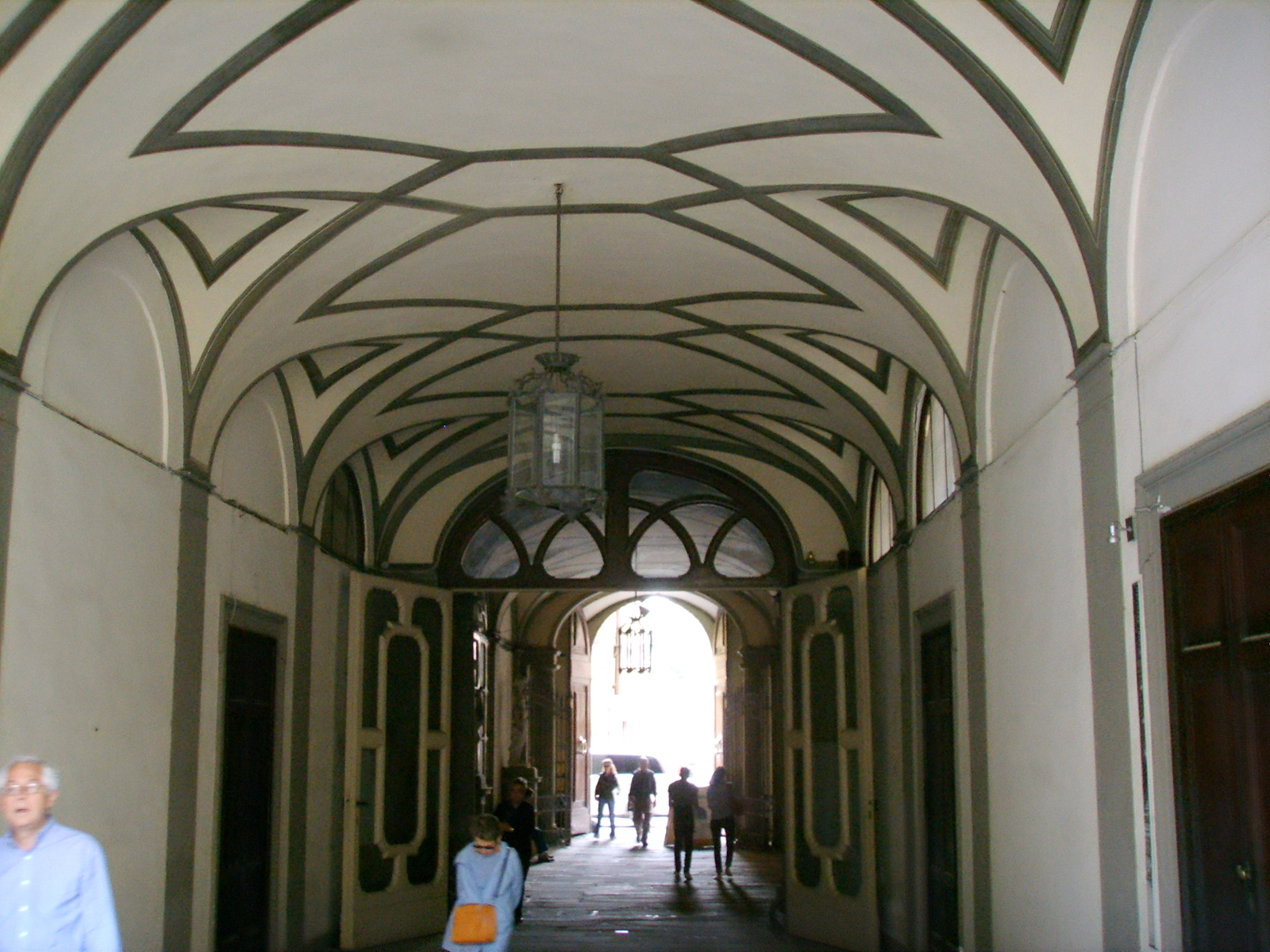
L'androne progettato da Giuseppe Poggi

Ed è proprio in concomitanza con l'acquisizione da parte di Amerigo Antinori del grado di duca di Brindisi che il palazzo conobbe una fase di significativo rinnovamento, con la radicale trasformazione di tutta la parte destra del fabbricato su progetto dell'architetto Giuseppe Poggi, condotta dal 1856 al 1870 circa. 
In quell'occasione venne creata un'entrata separata per gli inquilini (a sinistra, n. 7) e un nuovo ingresso (a destra, n. 9), con un ampio androne arricchito da statue, accessibile alle carrozze e aperto al giardino posteriore.
I lavori si conclusero nel 1893 e in quell'occasione il duca Amerigo, già amministratore dei beni privati di casa Lorena, decise di invitare la vedova di Leopoldo II di Toscana, l'ex granduchessa Maria Antonia, che viveva ormai in esilio da diversi anni. Per l'occasione i giornali riportano come accorsero a riverirla non solo l'aristocrazia del granducato, ma anche la gente del quartiere.
Quando si estinse il ramo familiare, il palazzo andò in eredità agli Aldobrandini, i cui discendenti abitano ancora la storica residenza.

## Descrizione
La facciata su via dei Serragli è molto sobria, con i due portali gemelli ai lati e due file di semplici finestre rettangolari, sottolineate dalle cornici marcapiano, ai piani superiori. Sul fronte dell'edificio è uno scudo con l'arme degli Antinori (troncato: nel primo losangato d'oro e d'azzurro, nel secondo d'oro pieno). Sempre sulla facciata, sul limitare sinistro, è un tabernacolo fornito di lampada sotto forma di riquadro a incorniciare una riproduzione in monocromo della venerata immagine dell'Annunciazione della basilica della Santissima Annunziata. 
Più articolati sono gli interni progettati dal Poggi, a partire dal passaggio per le carrozze, coperto da volte a crociera ribassate e decorato da statue e costolonature geometriche a imitazione della pietra. Da qui si accede, a sinistra, al vano dello scalone, composto da più rampe, decorato da stucchi e rischiarato da vetrate dove compare lo stemma degli Antinori. Al primo piano fu ridisegnato il quartiere per i ricevimenti, con una galleria e un saloncino, sempre riccamente ornati di stucchi.

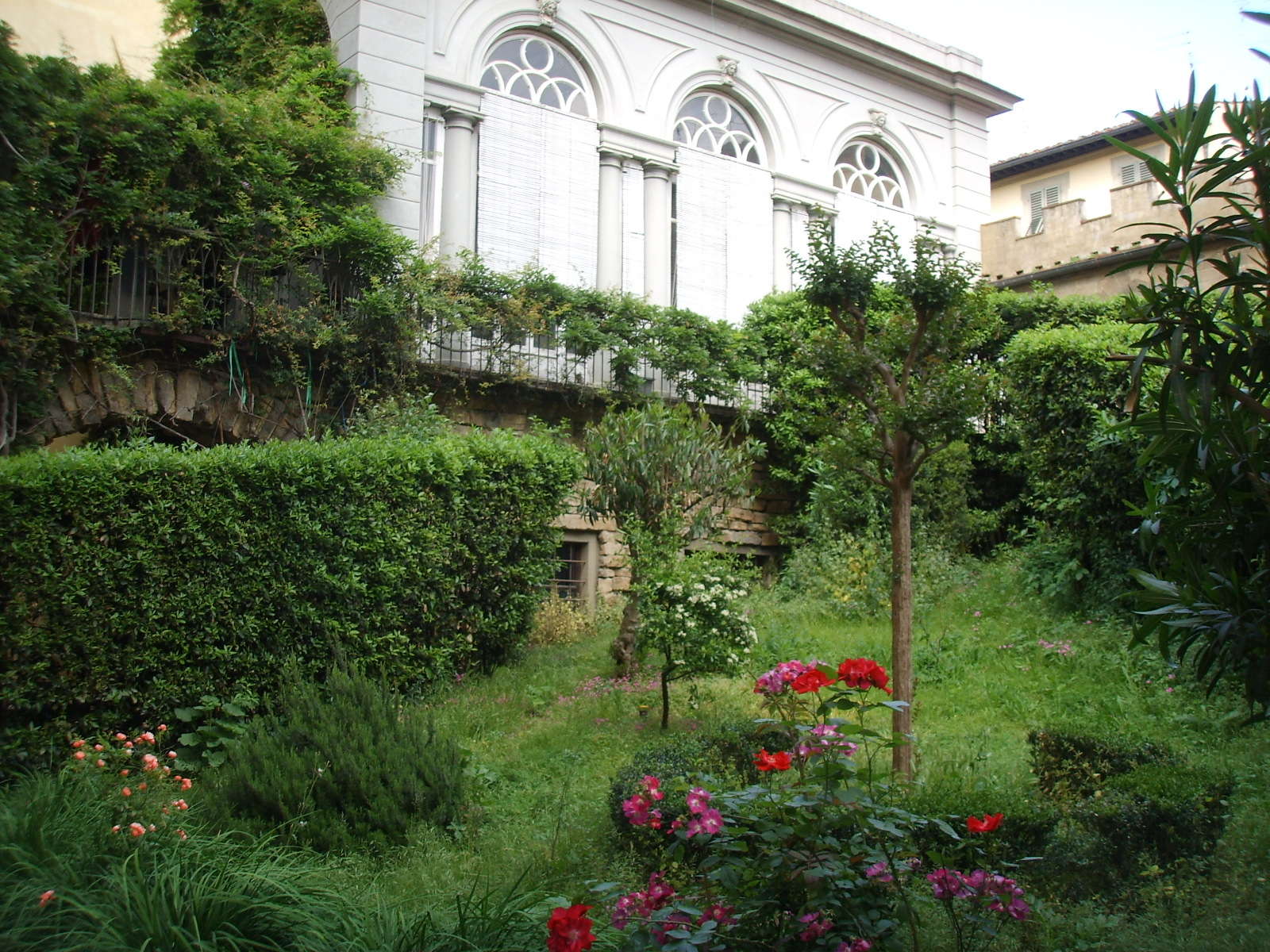
Il giardino illusionistico e la loggetta

Nel piccolo giardino il Poggi dimostrò tutta la sua abilità, ingrandendone illusionisticamente le proporzioni: la montagnola artificiale infatti, coperta di rocce, siepi e piante, dilata lo spazio in prospettiva, verso la loggia neorinascimentale con vetrate, posta in posizione rialzata e raggiungibile tramite una ripida scalinata in pietra. La loggetta è tipica dello stile del Poggi, con le colonne accoppiate e il motivo alternato dell'arco e dell'architrave, che crea una sorta di serliana in piccolo. Per accedervi dal palazzo venne inoltre creato un ponte sospeso. Oggi vi si avvolge un glicine, mentre altre essenze tipiche del giardino romantico eclettico (palme, lecci e siepi di alloro) arredano lo spazio verde.
L'edificio delle scuderie si trova lungo via Maffia e venne decorato in stile neogotico, con un alto muro arricchito dal finto bugnato e coronato da merlatura. Sarebbe stato costruito per non mostrare agli importuni le donne dell'harem di un diplomatico ottomano, che aveva in affitto il primo piano durante il periodo di Firenze Capitale. Più in particolare il diplomatico in questione è da riconoscere in Rüstem Mariani, della legazione turca in Italia, che appunto qui aveva sede. Su questo lato si notano successione di una serie di fabbricati variamente articolati (la facciata del corpo di fabbrica segnato 16-20 rosso, precedentemente in pessime condizioni, è stata ripristinata tra il 2020 e il 2021), per lo più segnati da ampi passi carrabili, nell'ambito dei quali si distinguono le case segnate con i civici 2 e 4, ambedue timbrate, all'altezza del primo piano, da due scudi di fattura ottocentesca, accompagnati da un cartiglio con il campo vuoto, recanti l'arme degli Antinori.

## Bibliografia

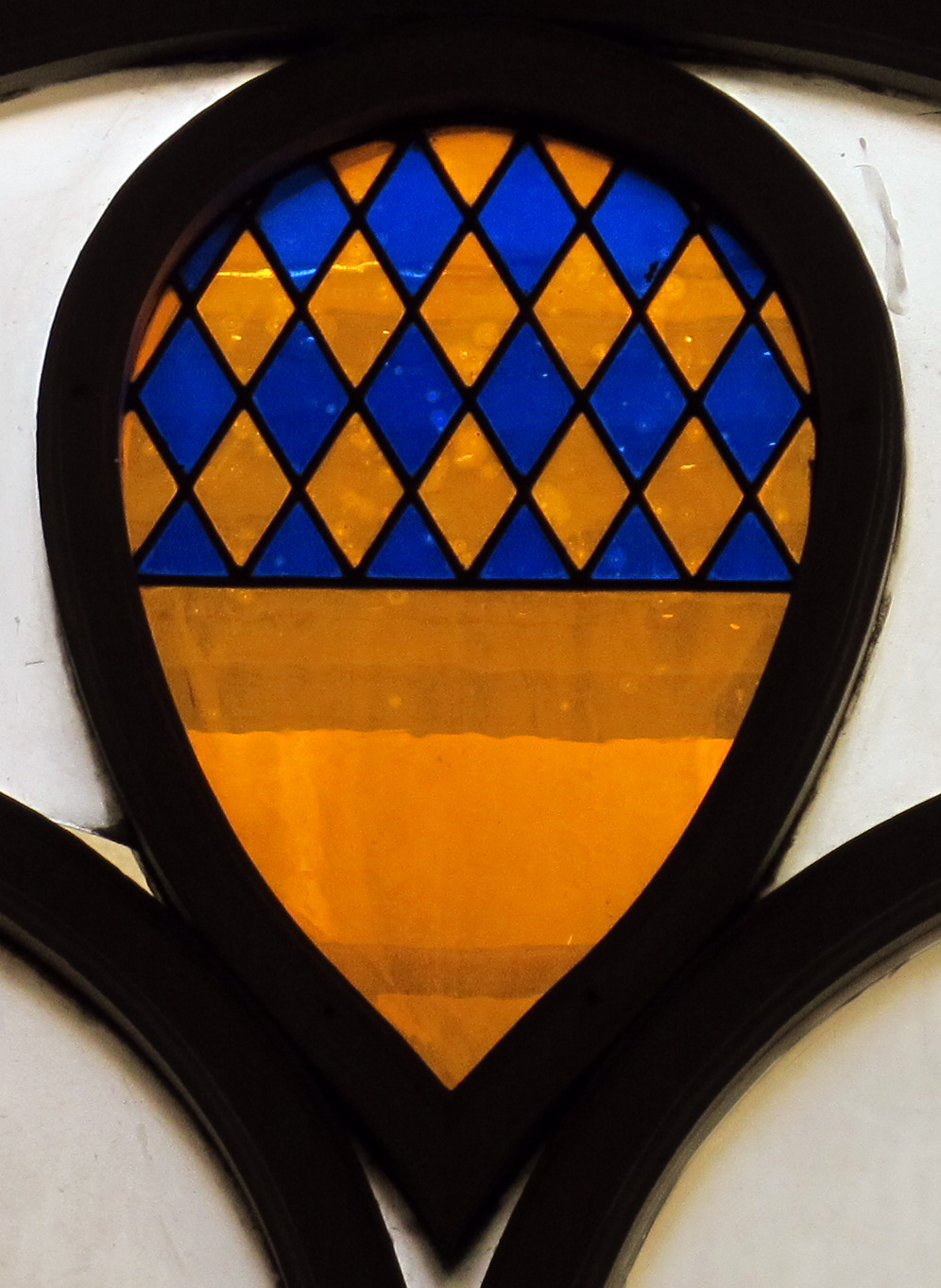
Stemma Antinori nelle vetrate dello scalone

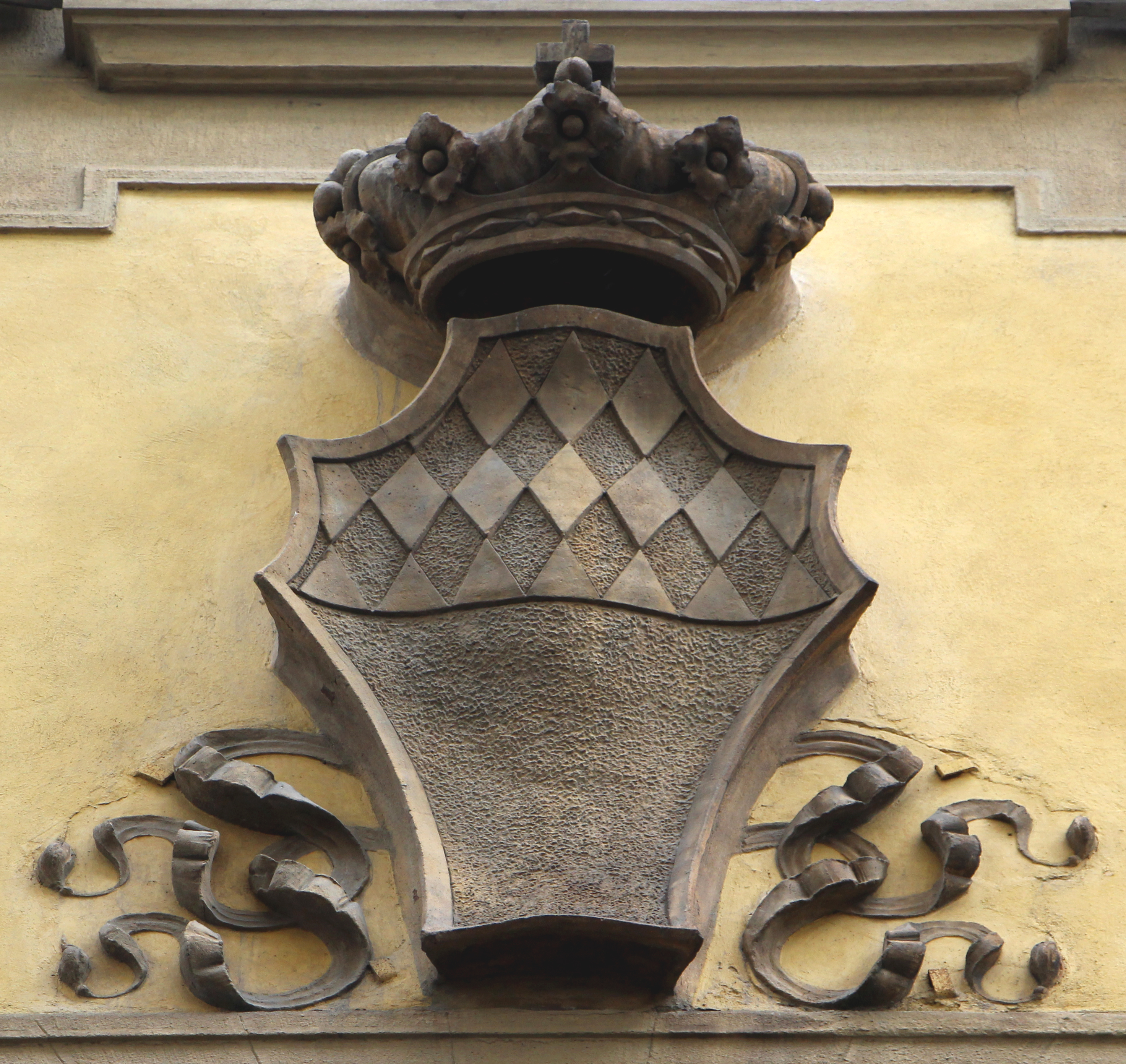
Stemma Antinori sulla facciata